# Freestyle sur glace
 (octobre 2018).
Le freestyle sur glace (ou patinage freestyle), apparu au milieu des années 2000 s'inscrit dans la diversité des pratiques sur glace, en dehors du cadre fédéral (FFSG et FFHG).

## Description
Les disciplines regroupées ont pour points communs la liberté, la créativité, les patins et la glace. 
Le freestyle est directement inspire des communautés d'habitués dans les patinoires. 
On compte une grande diversité de pratique. On retrouve des sauts en hauteur/longueur, du slalom, les danses urbaines sur glace, et le tricking.
Le freestyle, est comme son nom l'indique une discipline libre . Bien qu'elle ait ses codes, cette discipline favorise l'originalité, et invite à briser les règles établis (à l'instar du .Hip-hop ou du skate-board).

## Historique
Ce sport est né des séances publiques par les patineurs réguliers à la recherche de nouveauté.

## Matériel
Le freestyle se pratique en patins de hockey, en patins de figure ou en patins de danse. Chaque pratiquant est libre de choisir la paire de patins qui lui convient le mieux.
Pour la catégorie regroupant les sauts en hauteur et en longueur certains utilisent des tremplins, des barres et/ou des barils. Les barils utilisés ont été conçus par le collectif freestyle on ice.
Pour la catégorie des slaloms certains utilisent des plots.